# Blindzylinder

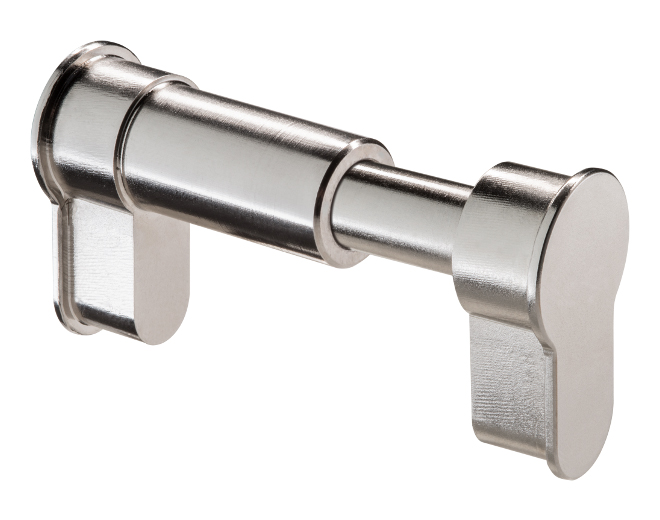
Typischer Aufbau eines Blindzylinders

Blindzylinder haben die Form eines Profilzylinders, verfügen jedoch über keinen Schließmechanismus. Diese Zylinder finden ihre Anwendung in Türen, die nicht verschlossen werden sollen und mit einer Einbauöffnung für einen Schließzylinder ausgestattet sind.

## Geschichte
Die Bauformen eines Blindzylinders entsprechen grundsätzlich der eines nach DIN 18252/EN1303 definierten Profilzylinders. Im Jahr 1924 meldete Sylvester Wöhrle, Ingenieur der Hahn AG mit Sitz in Ihringshausen, den ersten Profilzylinder in Deutschland zum Patent an. 1927 erfolgte im Zuge der Unternehmensauflösung der Verkauf des Patents an Zeiss Ikon.
Heute stehen am Markt unterschiedliche Blindzylinder zur Auswahl, mit denen sich handelsübliche Zylinder ersetzen lassen. Sie werden für verschiedene Türstärken angeboten und unterscheiden sich ebenso in der Montageart. Patentierte Modelle mit Steckmechanismus lassen sich beispielsweise innerhalb kurzer Zeit werkzeuglos an Türen montieren. Andere Varianten werden wie handelsübliche Zylinder in die Tür eingeschraubt. Letzteres ist wesentlich zeitaufwändiger als die Montage der Blindzylinder mit patentiertem Steckmechanismus.

## Funktion, Eigenschaften, Normen
Mit einem Blindzylinder lassen sich Einbauöffnungen für Profilzylinder sicher und dicht verschließen. In ihrer Bauform handelt es sich um massive Körper, die über keine Öffnung für einen Schließmechanismus verfügen. Sie decken die Öffnung einer Tür vollständig ab. Der Einbau dient einerseits der Optik und kommt damit aus ästhetischen Gesichtspunkten in Betracht. Andererseits hat der Einbau eine rauch- und schmutzabweisende Funktion (Brandschutz). Durch das Verschließen des Loches können Schmutzpartikel und Rauchgase nicht durch die Öffnung der Türen gelangen.
Bei einer Verwendung in Brandschutztüren ist es erforderlich, ein zertifiziertes Modell zu verwenden, das aus feuerfestem und hitzebeständigem Material besteht. Für einen Großteil der vorgeschriebenen Feuerschutztüren sind Blindzylinder geeignet, die für Türen bis zu einer Feuerschutzklasse T60 zertifiziert wurden und somit also die Brandprüfung nach DIN EN 1634-1 bestanden haben. Diese Varianten erfüllen die besonderen brandsicherheitstechnischen, baurechtlichen Anforderungen, um Bränden an hochfeuerhemmenden Türen bis zu 60 Minuten lang standzuhalten. Andere Modelle sind für Türen bis zur Feuerschutzklasse T90 zertifiziert und erfüllen damit besondere brandschutztechnische Anforderungen.

## Anwendungsgebiete
Blindzylinder lassen sich je nach Bauart in Türen unterschiedlicher Türstärken einbauen. Die neuesten, patentierten Modelle passen stufenlos in jede Türstärke und können ohne Werkzeug in kürzester Zeit montiert werden. Auch die Demontage ist mit einem simplen Werkzeug in wenigen Sekunden möglich.
Blindzylinder kommen beispielsweise in Türen für öffentliche Gebäude, Bürogebäude und Durchgangstüren zum Einsatz. Sie lassen sich aber auch an Fluchttüren oder Rauch- und Feuerschutztüren verwenden, die nicht abgeschlossen werden dürfen. Im Brandfall schließen Türen mit Blindzylinder Brandabschnitte ab. Rauch und Feuer können sich nicht durch die verschlossene Tür weiter ausbreiten. Zugleich wird durch die mittels Zylinder abgedichtete Tür verhindert, dass Sauerstoff eindringen kann.
Auch in Privathaushalten finden Blindzylinder Verwendung. Dort werden sie häufig aus ästhetischen Gründen eingebaut, um Einbauöffnungen in Türen zu verschließen. Typische Anwendungsfälle sind Küchen- oder Kinderzimmertüren, bei denen kein Abschließen erforderlich ist oder ein unbeabsichtigtes Verschließen verhindert werden soll.

## Modellvarianten
Bislang stehen nur wenige Ausführungen verschiedener Hersteller zur Auswahl:
- Titalium: Der Blindzylinder Titalium des Herstellers Abus als massive Zylinderstange muss exakt zur Türstärke abgestimmt sein. Der Blindzylinder wird in die Profilzylinderlochung der Tür geschoben und mit einer Stulpschraube in einer der drei vorhandenen Bohrungen befestigt. Diese Ausführung ist für Türen bis zu einer Feuerschutzklasse von T90 zugelassen. Die Türstärken können zwischen 35 und 120 mm variieren, wobei der Blindzylinder nicht stufenlos einstellbar ist.
- BZV 100 FS: Der BZV 100 FS von BASI ist ein variabler Blindzylinder, der zu beiden Seiten der Profilzylinderlochung eingesteckt und mittels einer Schraube an der Längsachse verschraubt wird. Der Schraubenkopf bleibt dabei sichtbar. Dieser Blindzylinder ist ebenfalls für Türen bis zu einer Feuerschutzklasse von T90 zugelassen, wenn ein optionales Mittelstück aus Messing vorab auf die Achse des BZV geschoben und mit Hilfe einer Stulpschraube fixiert wird. Die Türstärken müssen zwischen 45 und 95 mm variieren. Im Gegensatz zum Titalium-Blindzylinder ist diese Ausführung stufenlos einstellbar.
- UBZ: Der Blindzylinder UBZ des Herstellers W+M ist der momentane Standard. Dieser variable Blindzylinder wird im Ganzen passgenau in die Profilzylinderlochung geschoben, um bündig mit dem Beschlag abzuschließen. Er wird mit einer Stulpschraube von der Schmalseite der Tür aus fixiert. Diese Ausführung ist für Türen bis zu einer Feuerschutzklasse von T90 zugelassen und kann in Türen mit einer Stärke zwischen 35 mm und 154 mm stufenlos eingestellt werden.
- EASYBLIND: Der patentierte Universal-Blindzylinder EASYBLIND von W+M ist mit einer Steckvorrichtung ausgerüstet, die sich werkzeuglos montieren lässt. Die Enden dieses Modells sind etwas größer als die Profilzylinderlochung, wodurch der äußere Teil dieses Blindzylinders am Türbeschlag um die Profilzylinderlochung anschlägt. Diese Ausführung ist für Türen bis zu einer Brandschutzklasse von T60 zugelassen. Die Türstärken können zwischen 50 mm und 132 mm variieren, wobei der Blindzylinder stufenlos einstellbar ist.